# Моя Мишель
«Моя Мишель» (укр. Моя Мішель) — російський музичний гурт, заснований 2009 року.

## Історія гурту
Гурт «Моя Мішель» засновано 2009 року в Благовєщенську. Лідером та вокалісткою гурту є Тетяна Ткачук. Музиканти гурту до цього грали в Амурській області в колективі The Fragments, який розпався, а його учасники один за одним переїхали до Москви, де заснували «Мою Мішель». Протягом наступних п'яти років гурт виступав в місцевих клубах, на фестивалях. Дебютний альбом отримав назву «Ты мне нравишься» (укр. Ти мені подобаєшся).
2015 року інді-гурт виступив в телепроєкті «Главная сцена» (укр. Головна сцена), після чого підписав контракт із продюсерською компанією Ігоря Матвієнка. Їхня співпраця тривала п'ять років, за цей час вийшли альбоми «Дура» (2015), «Химия» (2015), «Отстой» (2016), «Кино» (2017), «Люби меня до конца мира» (2018).
Популярність гурту зросла 2021 року після виходу кавер-версії на пісню «Зима в сердце» гурту «Гости из будущего», та відеокліпу, в якому знявся актор Максим Матвєєв в ролі дрег-квін. 2022 року музиканти видали танцювальну пісню «Пташка», записану із казахським співаком Dose. Наприкінці 2022 року гурт випустив альбом «Из цветов и темноты», що містив такі хіти, як «Пташка», «Курточка» (разом із ЛСП), «Снегири» та «Ветер меняет направление». 

## Дискографія
Альбоми
- 2015 — «Химия»
- 2016 — «Отстой»
- 2018 — «Люби меня до конца мира»
- 2020 — «Из цветов и темноты»

Сингли
- 2015 — «Дура»
- 2017 — «Настя»
- 2017 — «Ванюша»
- 2017 — «Санта»
- 2018 — «Летовсегда»
- 2018 — «Хватит убегать»
- 2019 — «Бемби»
- 2019 — «На билет»
- 2019 — «Рождество»
- 2020 — «Наивность, Ч. 1»
- 2020 — «Роман»
- 2020 — «Ковёр»
- 2020 — «Наивность, Ч. 2»
- 2020 — «Нельзя убежать»
- 2021 — «Медленная звезда»
- 2021 — «Несовместимость»
- 2021 — «Ок»
- 2021 — «Зима в сердце»
- 2021 — «Темная вода»
- 2021 — «Ты и музыка»
- 2022 — «Пташка»
- 2022 — «Курточка»
- 2022 — «Ветер меняет направление»
- 2023 — «Воздушный шар»
- 2023 — «Рыбка»
- 2023 — «Из другого города»
- 2023 — «Лав Ю»
- 2023 — «Ливень»
- 2024 — «Облака»[4]